# Parc éolien de Crystal Lake
Le parc éolien de Crystal Lake est un parc éolien situé dans l'état de l'Iowa aux États-Unis, sur la berge du Crystal Lake